# Nordiska mästerskapen i brottning 1982
Nordiska mästerskapen i brottning 1982  hölls den 27 mars 1982 i Göteborg i Sverige. Det var den 25:e upplagan av tävlingen.

## Medaljtabell
*   Värdland ( Sverige)
| Nr                  | Nation              | Guld | Silver | Brons | Totalt |
| ------------------- | ------------------- | ---- | ------ | ----- | ------ |
| 1                   | Sverige*            | 4    | 2      | 3     | 9      |
| 2                   | Finland             | 3    | 5      | 1     | 9      |
| 3                   | Norge               | 3    | 3      | 2     | 8      |
| 4                   | Danmark             | 0    | 0      | 4     | 4      |
| Totalt (4 nationer) | Totalt (4 nationer) | 10   | 10     | 10    | 30     |

## Resultat

### Grekisk-romersk stil
| Gren    | Guld            | Silver             | Brons                 |
| 48 kg   | Lars Rønningen  | Anders Bükk        | Jukka Loikas          |
| 52 kg   | Jon Rønningen   | Reijo Haaparanta   | Per Nielsen           |
| 57 kg   | Sonny Broman    | Ronny Sigde        | Bjarne Nielsen        |
| 62 kg   | Morten Brekke   | Hannu Lahtinen     | Adam Czolowski        |
| 68 kg   | Gerry Svensson  | Heikki Liimatainen | Atle Støve            |
| 74 kg   | Jouko Salomäki  | Roger Tallroth     | Jan Pedersen          |
| 82 kg   | Mikko Huhtala   | Klaus Mysen        | Sören Claeson         |
| 90 kg   | Toni Hannula    | Pål Berger         | Adrian Berg von Linde |
| 100 kg  | Frank Andersson | Keijo Manni        | Geir Erik Sabel Olsen |
| +100 kg | Tomas Johansson | Heikki Stark       | Allan Karng           |